# Kościół Najświętszego Serca Pana Jezusa w Piecewie
Kościół Najświętszego Serca Pana Jezusa w Piecewie – rzymskokatolicki kościół filialny należący do parafii Nawiedzenia Najświętszej Maryi Panny w Tarnówce (dekanat Jastrowie diecezji koszalińsko-kołobrzeskiej).
Jest to dawny zbór luterański wzniesiony w 1664 roku. Przebudowany został gruntownie w 1800 roku. Następnie był restaurowany w 1893 roku. Przejęty został przez kościół rzymskokatolicki w 1945 roku. W 1995 roku świątynia była remontowana (założono nowe gonty).
Budowla jest drewniana, wybudowana została w konstrukcji słupowo-ramowej. Kościół jest orientowany, salowy, bez wydzielonego prezbiterium z nawy, zamknięty trójbocznie. Od frontu jest umieszczona drewniana wieża. Zwieńcza ją barokowy, blaszany dach hełmowy z latarnią i chorągiewką z datą „1664”. Budowlę nakrywa dach jednokalenicowy, pokryty gontem. We wnętrzu zachowały się empory. Organy pochodzą z końca XIX wieku. Ołtarz główny reprezentuje styl późnobarokowy, jest rzeźbiony, o charakterze ludowym. Ambona powstała w stylu klasycystycznym. Ławki drewniane zostały wykonane w 1800 roku.